# Джон Диър
Джон Диър (на английски: John Deere, правилно произношение Джон Дир) е американски ковач, изобретател и предприемач. Той е автор на самопочистващия се стоманен плуг, който подобрява обработката на почвата.
Основател е на Deere & Company – най-голямата компания за тежка механизация и селскостопанска техника.

## Биография
Джон Диър е роден в гр. Рътланд, щата Вермонт на 7 февруари 1804 г., където преминава неговото детство и юношество. Завършва училище и преминава 4-годишен курс за ковачи.

### Ранни години
Историята на ковача Джон Диър и едноименната компания, започва през XIX век и е тясно преплетена с колонизацията на американския Среден Запад. Средният Запад бил голямо предизвикателство, давайки на новите заселници големи възможности и откривайки им перспективи за нормален живот.
През 1825 г. започва работа като помощник-майстор в ковачница и скоро след това печели уважение благодарение на изкусната си работа и старание. По това време най-често в ковачниците се изработвали вили и лопати.

## Преселване в Средните щати
Икономическата криза силно повлиява на условията за бизнес във Вермонт. За младия и амбициозен младеж картината е изрисувана с мрачни краски. Много от хората, които обработвали селскостопански земи във Вермонт, емигрират към западните щати.
Историите за необятните възможности в другите щати обземат и Джон. Той взима решение да се пресели на запад, оставяйки собствения си бизнес, взимайки със себе си инструментите и малкото пари в наличност, които притежавал. След няколкоседмично пътуване достига до малък град в щата Илинойс, основан от преселници от Вермонт. За негов късмет в града има спешна нужда от ковач и той отваря нова ковачница, само 2 дни, след като пристига.

## Създаване на самопочистващия се плуг
Предстояло му много и тежка работа – изработка на подкови за конете и едрия рогат добитък, ремонт на плугове и друг селскостопански инвентар на местните фермери. Именно от фермерите Джон разбира за трудностите, които изпитвали при обработката на меката почва на прерията и как тя налепва по плуговете, които използвали, и как трябвало да спират на няколко метра, за да ги почистват.
Плуговете, които заселниците донесли със себе си от източните щати, били предназначени за обработка на рохки и песъчливи почви. Обработката на почвата ставала бавно и трудоемко, уморявайки хора и животни, което започнало да кара хората да се замислят за ново преселение в други щати.
Джон Диър започвал щателно да изучава проблема и достига до извода, че правилната форма на металната част на плуга, наречена „лемеж“, трябва да е извита, така че обръщаната от плуга почва да почиства полепналата пръст. Въз основа на тези му заключения през 1837 г. Диър създава така наречения „стоманен самопочистващ се плуг“ с уникална конструкция, който преминава полеви изпитания.
Този плуг става и първата селскостопанска техника, изработена по поръчка на клиентите.

## Късни години и смърт
След като предава бизнеса със селскостопанска техника на своя син, Диър започва да се занимава с политическа и обществена дейност. Няколко години е президент на „Националната банка на Моулийн“, директор е на обществената библиотека в града и член на църковното настоятелство на „Първата независима църква“ в Моулийн. Също така е избран за кмет на града (въпреки лицензните такси, който въвежда върху производството на ликьор в продължение на 2 г.) и прави много положителни неща за инфраструктурата на града и благоденствието на жителите му. При неговото управление за първи път светва улично осветление, прокарана е водопроводна мрежа (вкл. противопожарни кранове), канализация, възстановяват се тротоарите. Диър купува терен от 83 акра земя (срещу 15 000 долара) за създаването на градски парк. Не се кандидатира за втори мандат поради влошено здравословно състояние (гръдни болки и дизентерия).
Умира на 17 май 1886 г., но основаната от него компания продължава да съществува, управлявана чудесно от неговите внуци и превръщайки се след години в най-големия производител на селскостопанска и друга механизация в света.